# Ritratto di Milliet
Il Ritratto di Milliet è un dipinto del pittore olandese Vincent van Gogh, realizzato nel 1888 e conservato al Museo Kröller-Müller di Otterlo.

## Il ritrattato: Paul-Eugène Milliet
L'opera raffigura Paul-Eugène Milliet, un sottotenente del terzo reggimento degli Zuavi che, dopo aver combattuto valorosamente nel Tonchino, si era trasferito in licenza nella città provenzale di Arles. Nonostante la sua vocazione militare Milliet mostrava un sincero interesse per le Belle Arti e amava dilettarsi con la pittura ed il disegno: l'amicizia con van Gogh, anch'egli residente ad Arles in quel periodo, risultò pertanto spontanea e gradevole per entrambi.
Paul-Eugène amava discutere di arte insieme all'amico pittore e da lui prese lezioni di disegno, ma non di pittura, siccome ne disapprovava i metodi. Il loro rapporto non fu certo privo di turbolenze: Vincent, infatti, era assai sensibile alle critiche dell'amico, che arrivò persino a descriverlo come «un tipo strano [...] impulsivo e bizzarro, come qualcuno che sia stato a lungo sotto il sole cocente del deserto [...] che diventava anormale ogni volta che prendeva in mano un pennello». «Aveva fede, fede nel suo talento» continuò Milliet «una fede in qualche modo cieca. Orgoglio. Non sembrava molto forte di costituzione. Ma nel complesso, un buon amico, un tipo niente male».
Van Gogh, preso da un eccessivo amor proprio, era piuttosto facile al risentimento e faticò a dimenticare la spregiudicatezza di questi giudizi. Ciò malgrado, il pittore si compiaceva dell'amicizia che lo legava con il Milliet e adorava trascorrere il proprio tempo con lui, parlando d'arte o girovagando per i campi del Meridione francese. Di seguito si riporta uno stralcio della lettera 506, indirizzata com'era di consueto al fratello Théo:
(Vincent van Gogh)

## Descrizione
Paul-Eugène Milliet è ripreso frontalmente, a mezzo busto, su uno sfondo verde e uniforme. Che sia uno zuavo lo si capisce dall'uniforme militare, sulla quale troviamo appuntata anche la medaglia al valore per il suo sostegno all'attività bellica in Tonchino: l'appartenenza di Milliet a tale corpo militare viene poi ribadita dalla presenza della falce con la stella nell'angolo in alto a destra, usuale stemma araldico del reggimento zuavo. 
Le pennellate sono larghe, energiche e molto rapide: van Gogh, infatti, eseguì il ritratto au premier coup, lamentandosi tra l'altro dell'eccessiva rapidità d'esecuzione che fu costretto ad impiegare per via del Milliet che «posa[va] male». Il viso di Milliet è reso con dovizia di dettagli, e il pittore non esita a soffermarsi sulle sue sopracciglia, sulle orecchie a sventola, sui suoi baffi rossicci, sul suo sguardo risoluto e determinato e sul suo cappello rosso, svagatamente inclinato da un lato, come se si affacciasse solo temporaneamente sulla tela.